# Sereno (oficio)

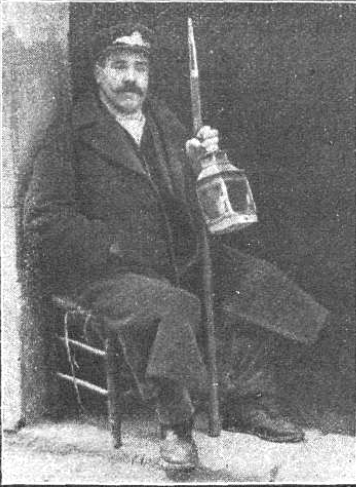
Fotografía de un sereno español de principios del siglo xx.

El sereno era el encargado nocturno de vigilar las calles y velar por la seguridad del vecindario; durante algunas décadas muchos serenos también se desempeñaron sincrónicamente como «faroleros» (regulación del alumbrado público). En determinadas ciudades o barrios este trabajador debía asimismo abrir las puertas o los portales. Incluso en algunos países, anunciaba la hora y las variaciones atmosféricas. Era habitual que fuesen armados con una garrota o chuzo, y usasen un silbato para dar la alarma en caso necesario. Como oficio, existió en España y en algunos países de Sudamérica desde el siglo xviii. En Perú se denomina serenazgo a su servicio que posteriormente se oficializó a finales del siglo XX.

## Características
En líneas generales y con ligeras variaciones según el país, era obligación de los serenos recorrer las calles de su demarcación, sobre todo en horario nocturno (de 22 h a 6 h), protegiendo de robos y asaltos, evitando las peleas (incluso las domésticas), dar aviso de incendios y prestar auxilio a todo aquel que lo necesitara. En algunas ciudades se llamaban unos a otros por medio del silbato que llevaban o voceando contraseñas.
Primitivamente, llevaban un chuzo (una especie de lanza corta compuesta por un palo con un pincho en la punta) y un farol. Más adelante y hasta el final llevaron solo un bastón recto, sin pincho, y el farol ya no fue necesario cuando se popularizó el alumbrado público. Iban vestidos con un gabán azul y usaban gorra de plato.
Los serenos eran elegidos por el municipio y pagados por los propietarios de la zona que se ocupaban de vigilar.

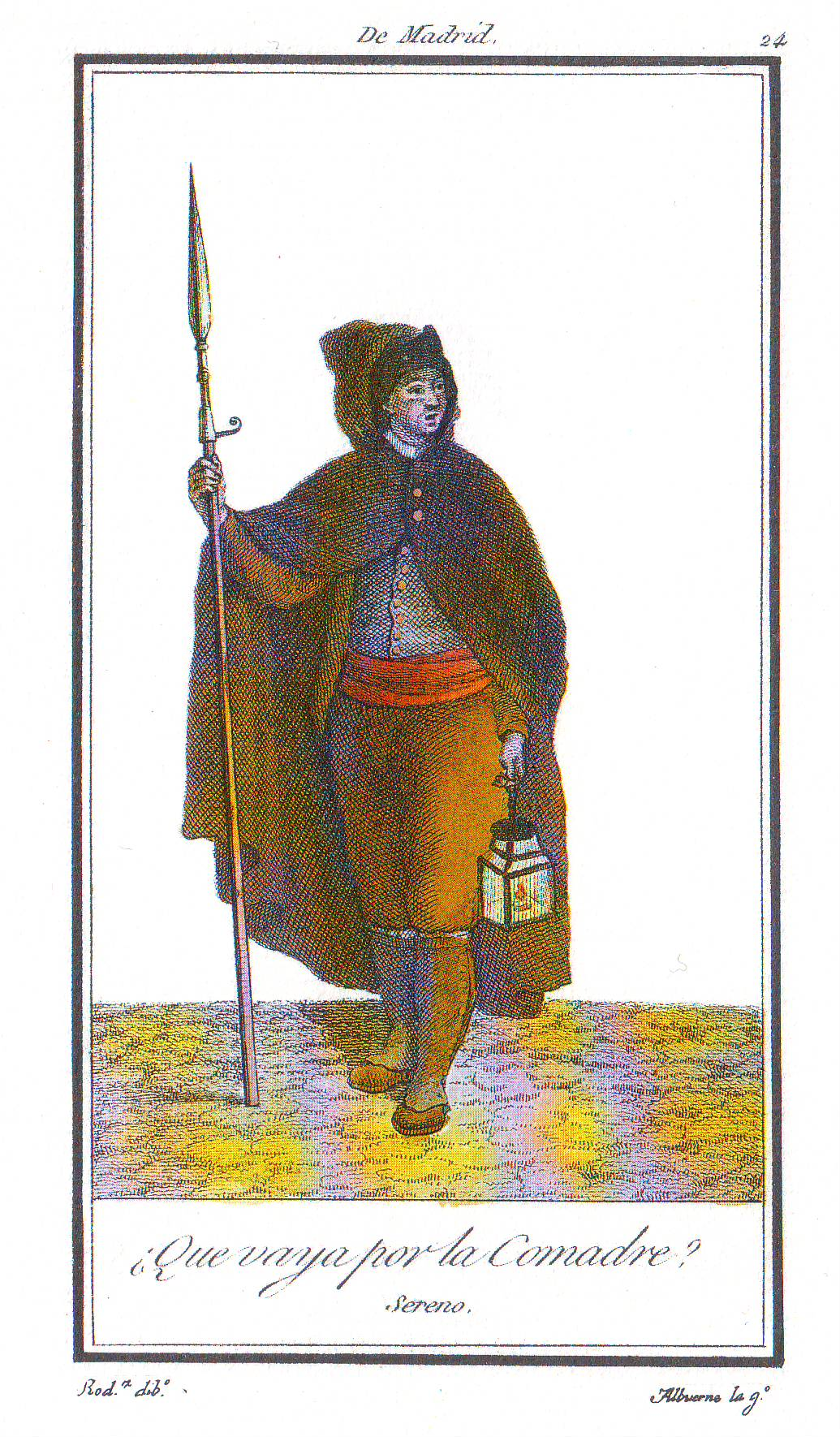
Grabado ¿Que vaya por la Comadre? Sereno. (1802) en el catálogo de Trajes de España, dibujado por Antonio Rodríguez.

## Historia
Los primeros serenos se documentan en el año 1715, con Valencia como ciudad pionera, y creándose el Cuerpo de serenos el 12 de abril de 1765, siendo más tarde incluidos en un Real Decreto del 16 de septiembre de 1834, donde se regulaba la función de los serenos en las capitales de provincia.
El nombre de Sereno viene de que iban por la calle cantando la hora y el tiempo atmosféricoː Las once y sereno, las dos y lluvioso, etcétera.

### De faroleros a serenos

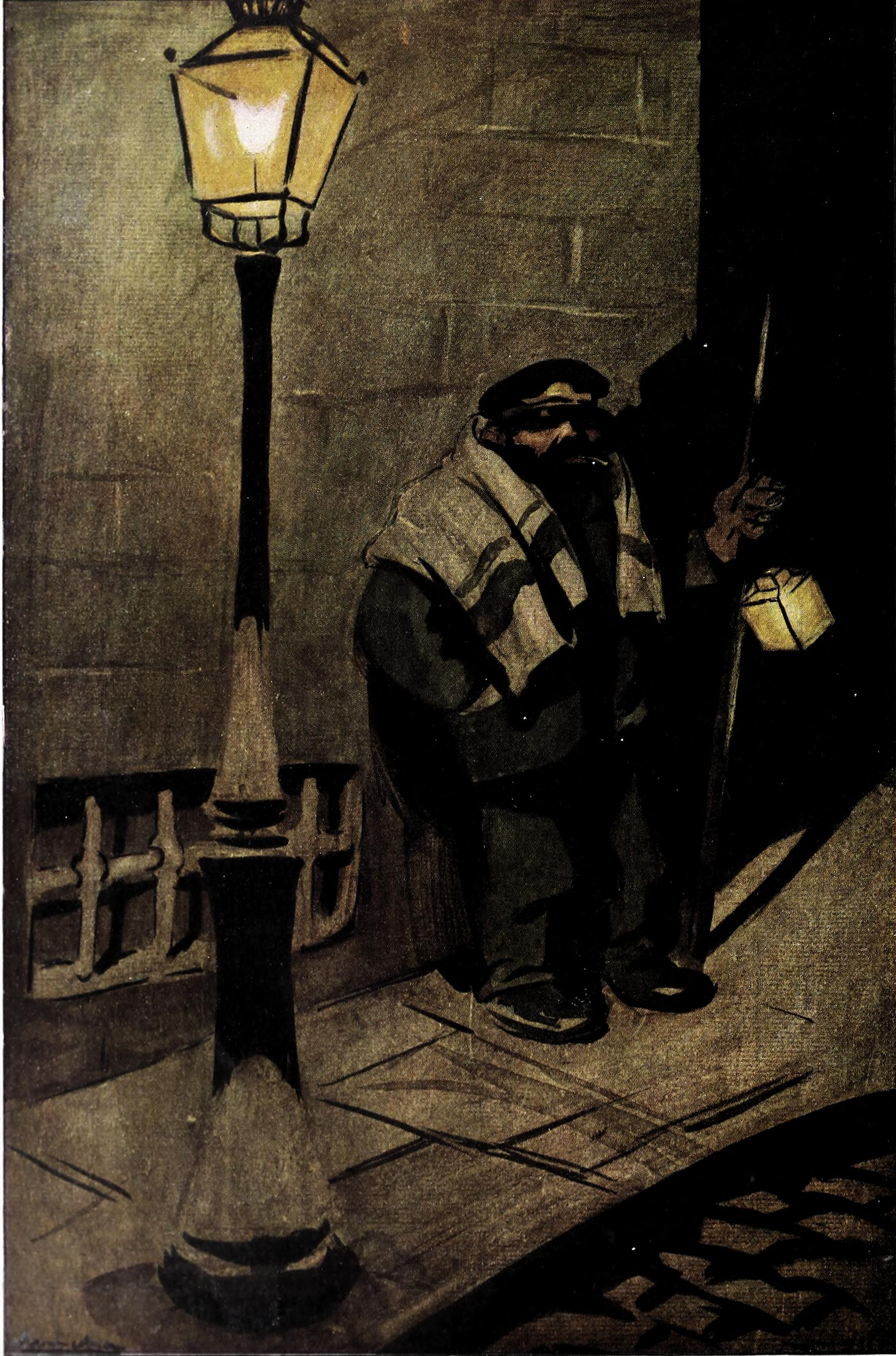
Escenas madrileñas. La soledad del sereno, por Francisco Sancha (revista Blanco y Negro, 1904).

Mediado el siglo xix, el cronista Pedro Felipe Monlau describe así el capítulo de Alumbrado y Serenos en la ciudad de Madrid: 

"Antiguamente el alumbrado de las calles y plazas estaba a cargo de los vecinos, quienes cuidaban de encender, limpiar y conservar los faroles, y de los propietarios, que tenían a su cargo costear y reponer los faroles y las palomillas, abonando además a los vecinos el coste de las luces. En 1765 se estableció una dirección oficial de este ramo de policía, disponiéndose la iluminación de las calles y plazas durante los seis meses de invierno, ó sea desde octubre a abril. En 1774 se acordó que la iluminación continuase en los demás meses de verano. En 1798 se crearon los serenos, reuniendo este ramo con el de alumbrado, y aumentando hasta 96 reales anuales el impuesto anual de 64 reales 20 mrs. por cada luz que se venía pagando desde el primero de enero de 1766. Esta contribución de farol y sereno se aumentó desde el primero de enero de 1820 hasta 120 reales, cuya cantidad es la misma que se sigue pagando hoy día"<1850>.
Pedro Felipe Monlau, Madrid en la mano (1850)

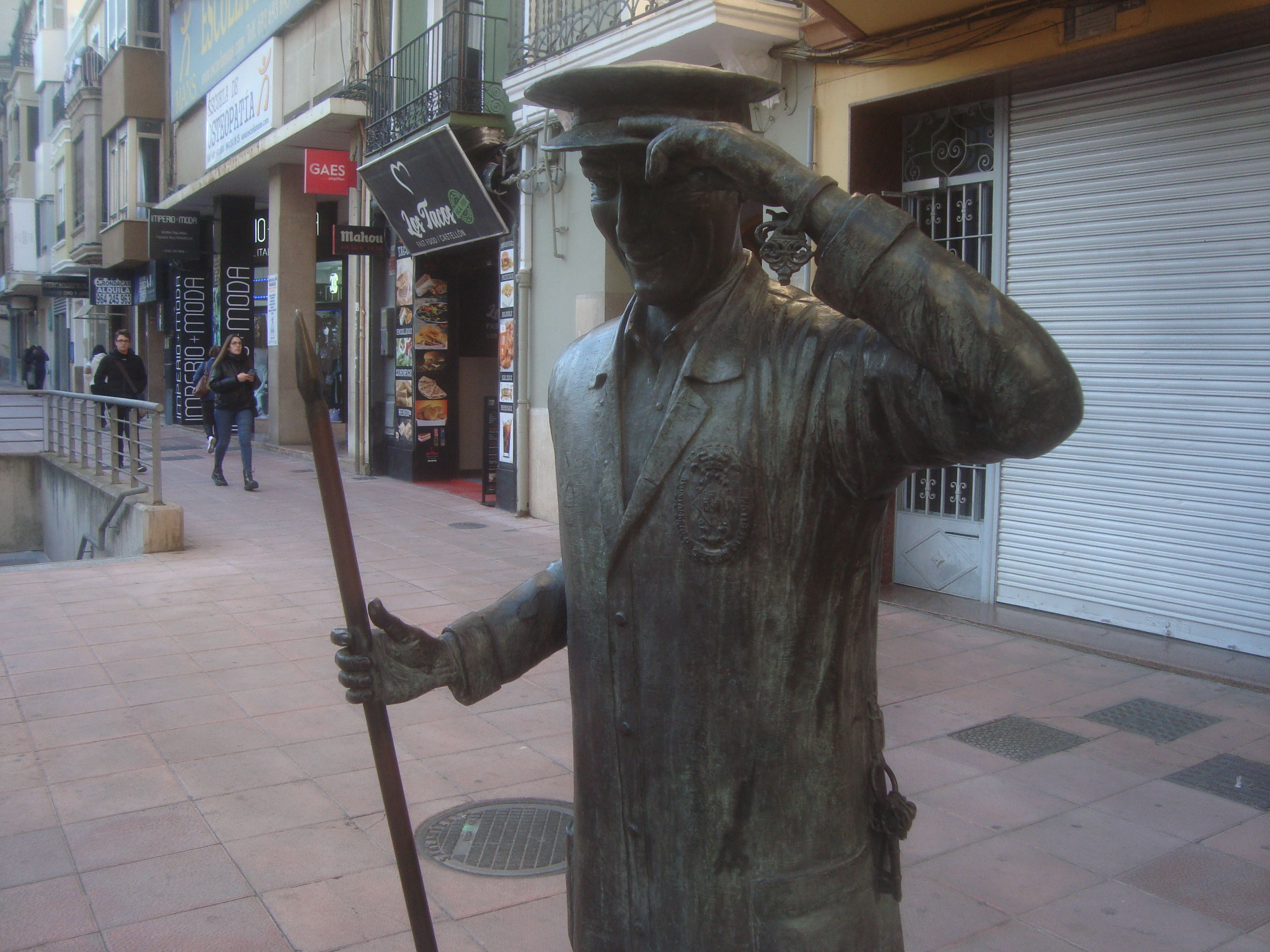
Escultura “El Sereno” en Castellón de la Plana-Castelló. Obra de Carlos Vento.

A partir de 1854 se unificaron en España las misiones de sereno y farolero.

### Serenos durante la dictadura franquista
En España, la figura del sereno se conservó hasta 1977, siendo su tarea guardar las llaves de las casas de los vecinos y mantener el orden público.

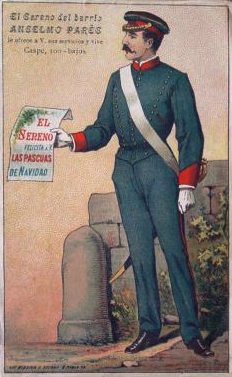
Tarjeta navideña del siglo xix con un sereno vestido de gala.

### Serenos en elsigloXXI
En general, el oficio desapareció casi en su totalidad a finales del siglo XX, pero se recuperó la figura del sereno en algunas poblaciones españolas, como es el caso de Murcia en 2007, así como el "Programa de Serenos de Gijón", localidad perteneciente al Principado de Asturias, o de otro plan similar en el barrio madrileño de Chamberí. 
En 2019 también se restauró la labor del sereno en Premiá de Dalt y en Santa Coloma de Gramanet ambas de la provincia de Barcelona y esta última con patrullas mixtas, instaurando también el papel de la serena.
En 2022 Cornellá de Llobregat incorpora un grupo de 4 hombres y 3 mujeres, para hacer las funciones de serenos. Son mayores de 45 años, en situación de paro, contratadas a través de planes de ocupación local y que han recibido formación específica en temas de mediación, civismo y comunicación. El servicio está bajo la supervisión del departamento de Protección Civil, en estrecha coordinación con la Guardia Urbana y los Mozos de Escuadra.
En Perú, la labor se oficializó con el nombre de «serenazgo municipal».